# Multicolor Graphics Adapter
Multi-Color Graphics Array або Memory Controller Gate Array (MCGA) — розробка IBM, що мала пізніше стати частиною загального стандарту Video Graphics Array (VGA). IBM PS/2 Model 25, що почали випускатись в 1987 році, мала відеосистему MCGA, вбудовану в материнську плату.
MCGA підтримував всі режими CGA, а також монохромний 640×480 при 60 Гц і 320×200, 256 кольорів (з палітри в 262 144 кольорів) при 70 Гц. Адаптер використовував роз'єм 15-pin D-shell. Монохромні текстові режими, сумісні з монітором 5151 не підтримувались.
MCGA проіснував не довго. PS/2 Model 25 і Model 30 (що мали вбудований в материнську плату відеоадаптер) перестали вироблятись в 1992 році і ніхто не виготовляв клонів цієї відеокарти, оскільки введений в той час стандарт VGA вважався найкращим.